# Tilleda (Kyffhäuser)
Tilleda (Kyffhäuser) este o comună din landul Saxonia-Anhalt, Germania.

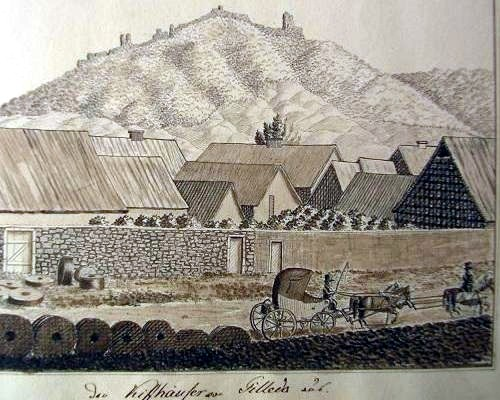
Tilleda / Kiffhäuser, ca. 1820